# Friedrich Kummer (Mediziner)
Friedrich Kummer (* 17. Juni 1938 in Krems) ist ein österreichischer Internist und Pneumologe.

## Leben

### Ausbildung
Friedrich Kummer studierte Medizin an der Medizinischen Fakultät der Universität Wien, promovierte im November 1962 und trat ein Jahr später als Assistenzarzt von Karl Fellinger an der II. Medizinischen Universitätsklinik in Wien ein. Nach Aufenthalten an der I. Chirurgischen Universitätsklinik Wien sowie im St. Joseph’s Hospital in Milwaukee/Wisconsin (USA) in den Jahren 1964/65 setzte er seine internistische Ausbildung bei Karl Fellinger fort. Ab 1966 begann er mit der Errichtung einer Pneumologie, in der eine Lungenambulanz und Bronchoskopieeinheit aufgebaut werden konnten.

### Beruflicher Werdegang
1970 vollendete er seine Facharztausbildung für Innere Medizin, wurde klinischer Oberarzt an der II. Medizinischen Universitätsklinik Wien und habilitierte schließlich 1975. In den darauffolgenden Jahren bemühte sich Kummer um die Wiederherstellung und Festigung der Verbindung zwischen Innerer Medizin und dem mittlerweile modernisierten Lungenfach.
1980 wurde Kummer zum Vorstand der 2. Medizinischen Abteilung des Wilhelminenspitals ernannt und im selben Jahr bekam er den Titel eines Außerordentlichen Universitätsprofessors verliehen. Von 1992 bis 2007 war er als gerichtlich zertifizierter Sachverständiger für Innere Medizin tätig und schloss 1993 seine zweite Facharztausbildung für Lungenkrankheiten ab. 2003 ließ er sich am Wilhelminenspital emeritieren.
Friedrich Kummer war 1997 Präsident der Österreichischen Gesellschaft für Lungenerkrankungen und Tuberkulose und gehörte jahrelang deren Vorstand an.
2008 wurde er zum Ehrenmitglied der Gesellschaft der Ärzte in Wien ernannt und übt derzeit das Amt des Vizepräsidenten aus.
2003 war er Vorsitzender des 13. Jahreskongresses der European Respiratory Society in Wien.
Bis 2012 war er Mitherausgeber des internationalen Journals „Respiration“ und ist es derzeit noch von der Fachzeitschrift „Imago Hominis“.
Kummer ist Supernumerarier des Opus Dei und war in dessen Bildungszentrum Hohewand im Kuratorium vertreten.

### Familie
Friedrich Kummer ist der Vater der Journalistin Susanne Kummer (Kleine Zeitung, Die Presse), die 2013 Geschäftsführerin des Wiener Instituts für Medizinische Anthropologie und Bioethik (IMABE) wurde und seit 2014 auch Pressesprecherin der österreichischen Opus-Dei-Sektion ist.

## Werke
Kummer schrieb etwa 200 wissenschaftliche Publikationen sowie zahlreiche Beiträge für Bücher. Wissenschaftlichen Arbeiten verfasste er an die 100, dazu etwa 150 gedruckte Vorträge und Fortbildungsartikel. Zudem ist er Mit-/Herausgeber mehrerer Bücher.

### Bücher und Buchbeiträge (Auswahl)
- Bronchiale Hyperreaktivität und Entzündung, Friedrich Kummer. Springer Verlag, 1989, ISBN 3-211-82126-0.
- Pharmakotherapie bronchopulmonaler Erkrankungen, Friedrich Kummer. Springer Verlag Wien, 2000, ISBN 3-211-83061-8.
- Lunge und Atmung, Friedrich Kummer, Wolfgang Pohl. In: Siegfried Schwarz (Hrsg.): Pathophysiologie: Molekulare, zelluläre, systemische Grundlagen von Krankheiten. Maudrich, Wien 2007, ISBN 978-3-85175-860-3.
- Treatment of asthma: the long-acting beta-2-agonists, Friedrich Kummer. Springer Verlag, Wien 1998, ISBN 3-211-83124-X (englisch).
- Asthma: immunopathology and immunotherapy, Friedrich Kummer. Springer Verlag, Wien 1993, ISBN 3-211-82454-5.
- Das cholinerge System der Atemwege, Friedrich Kummer. Springer Verlag, Wien 1992, ISBN 3-211-82341-7.
- Das therapieresistente Asthma, Friedrich Kummer. Springer Verlag, Wien 2000, ISBN 3-211-83401-X.
- Asthma: structural basis – theophylline today: *strukturelle Grundlagen – Theophyllin heute, Friedrich Kummer. Springer Verlag, Wien 1995, ISBN 3-211-82670-X (englisch).

### Wissenschaftliche Fachartikel (Auswahl)
- mit E. Schnetz, H. Ebner, C. Poitschek, O. Scheiner, D. Kraft: Spaetlese lung. In: The New England Journal of Medicine. Band 11, Nr. 18, 1. November 1984, S. 1190, PMID 6541295 (englisch).
- mit H. Klech: [Sarcoidosis: how to diagnose it, when to treat it?] In: Praxis und Klinik der Pneumologie. Band 42, Supplement 1, 1. Juni 1988, S. 222–224, PMID 3174568.
- mit M. Huppmann, E. Schenk: [Expiratory bronchial collapse – a specific aspect of pulmonary emphysema?] In: Wiener medizinische Wochenschrift Supplement. Band 104, 1989, S. 28–30 Supplement, PMID 2588617.
- W. R. Pohl, A. B. Thompson, H. Köhn, S. Losch, H. Umek, E. Legenstein, F. Kummer, S. I. Rennard, H. Klech: Serum procollagen III peptide levels in subjects with sarcoidosis. A 5-year follow-up study. In: American Review of Respiratory Disease. Band 145, Nr. 2, Pt 1, 11. Februar 1992, S. 412–417, PMID 1310576 (englisch).
- Of mice and man, or: a pill for emphysema? In: Respiration. Band 70, Nr. 2, März–April, 2003, S. 135–136, PMID 12740508 (englisch).
- Panic attacks in COPD and the somato-psycho-somatic feedback. In: European Respiratory Journal. Band 36, Nr. 2, August 2010, S. 457; author reply 457–458, PMID 20675786 (englisch).
- Von der „chronischen Bronchitis“ zum genetisch bedingten Emphysem. In: Wiener klinische Wochenschrift. Band 122, Nr. 19–20, Oktober 2010, S. 547–549, PMID 20927599.
- mit H. Sinzinger, M. Rodrigues: Ventilation/perfusion lung scintigraphy. Multiple applications besides pulmonary embolism. In: Hellenic Society of Nuclear Medicine. Band 16, Nr. 1, Januar–April, 2013, S. 50–55, PMID 23529394 (englisch).